# Jagged Alliance: Back in Action
Jagged Alliance: Back in Action (укр. Зруйнований Альянс: Повернення до бою) — відеогра 2012 року в жанрі покрокової тактики/тактики в реальному часі, розроблена Coreplay та випущена bitComposer і Kalypso Media 9 лютого 2012 року (Microsoft Windows) та 14 лютого 2014 року (macOS, Linux).
Це ремейк гри 1999 року Jagged Alliance 2 та третя частина серії Jagged Alliance. Для відеогри вийшло доповнення Jagged Alliance: Crossfire у серпні 2012 року.

## Ігровий процес
Jagged Alliance: Back in Action — це покрокова тактична гра. Гравець — капітан найманців, який найнявся звільнити вигадану острівну державу Арулько. Поза боєм персонажі рухаються в реальному часі. Коли починається битва, гра перемикається на покрокову систему. У грі є система реального часу під назвою «plan-and-go», де ви віддаєте накази для персонажів під час паузи.